# Ta-tu-che
Ta-tu-che (čínsky pchin-jinem Dàdù Hé, znaky 大渡河) je 1155 km dlouhá řeka v S’-čchuanu v Čínské lidové republice, pravý přítok Min-ťiangu v povodí Jang-c’-ťiangu.
Vzniká soutokem Ta-ťin-čchuanu a Siao-ťin-čchuanu v okrese Rongdrag v Tibetské autonomní prefektuře Kardze na západě S’-čchuanu. Teče nejprve na jih, u Š’-mienu v prefektuře Ja-an se prudce obrací k východu a do Min-ťiangu se vlévá u Le-šanu, kde je pro ochranu lodí vytesán do skály Lešanský Buddha, jedna z čínských památek na seznamu světového dědictví.
Památkou národního významu je Lutinský most u města Lu-ting, který musela dobýt Čínská Rudá armáda, když na svém Dlouhém pochodu ustupovala před armádou Kuomintangu.
U Š’-mienu je od roku 2008 ve výstavbě přehrada Ta-kang-šan s vodní elektrárnou o cílovém výkonu 2600 MW.